# 叔仲带
叔仲带（?—?），即叔仲昭子、叔仲昭伯，姬姓，谥号昭，名带，一名虺，叔孙氏的别支叔仲氏，叔仲惠伯之孙，叔仲亥之子，子叔仲小。
前566年，季孙氏的家臣南遗出任费邑宰。叔仲昭伯做隧正（管理修隧道的领导），他想要讨好季氏，而谄媚南遗。他对南遗说：“你去请季氏在费地筑城，我多给你劳动力。”于是季氏在费地筑城。前545年，鲁襄公出访楚国，到达汉水，楚康王死。鲁襄公想回去。叔仲昭伯说：“我们为了楚国，不是为了楚王一人，继续走吧。”子服惠伯说：“君子有长远考虑，小人只看眼前（君子有远虑，小人从迩）。都顾不上饥寒，谁还能顾到后果？不如暂且回去。”叔孙豹说：“叔仲子可以被专任了，子服子是刚开始学习的人。“荣成伯说：“有长远考虑的人是忠诚的。”鲁襄公就继续前往楚国。宋国的向戌说：“我们是为了楚王一人，不是为了楚国。都顾不上饥寒，谁还能顾到楚国？姑且回去，使百姓休息，等楚国立了新君再戒备。”宋平公就回国了。前542年，鲁襄公去世，叔仲带偷了襄公的拱璧，给了驾车的人，放在他的怀里，再从他那里拿过来，因而获罪。前538年，叔孙豹死后，他的庶子竖牛送财货给叔仲昭子和南遗，让他们向季孙宿说叔孙家臣杜泄的坏话，来除掉他。
前537年，叔仲带对季孫宿说：“我从子叔孙（叔孙豹）那里接到命令，说，安葬不是寿终的人要从西门出去。”季孫宿命令杜泄执行。杜泄说：“鲁国的礼仪是卿的丧礼从朝门出去。夫子主持国政，没有正式修改礼仪，现在自己加以改变。下臣怕被杀戮，不敢服从。”安葬完毕就出走了。